# Robert Wesselhöft
Robert Wesselhöft (* 13. Februar 1796 in Chemnitz; † 18. November 1852 in Reudnitz bei Leipzig) war ein deutscher Burschenschafter und Arzt. Pseudonym Kahldorf.

## Leben
Der Sohn des Buchdruckers Johann Karl Wesselhöft studierte ab 1815 Jurisprudenz in Jena. 1817 zum Vorstandsmitglied der Jenaer Burschenschaft berufen, lud er in deren Namen zum Wartburgfest ein. In der Nachfolge Heinrich Riemanns wurde er zum führenden Kopf der Jenaer Burschenschaft. 1820 war er Sprecher des Burschentages in Dresden.
Nach der durch die Karlsbader Beschlüsse erzwungenen Auflösung der Burschenschaften wurde seine Laufbahn an der Universität unterbunden. Eine kurzzeitige Beschäftigung in Weida verlor er auf preußischen Druck.
1821 trat er dem Jünglingsbund bei und wurde 1822 dessen Vorsitzender. Nachdem der Jünglingsbund am 31. August 1823 durch Johannes Andreas Dietz verraten wurde, verbarg er sich zunächst als Fischer in Erfurt. Dort wurde er am 13. Januar 1824 verhaftet. Er wurde in Köpenick und ab 1826 in den Magdeburger Kasematten in Einzelhaft gehalten. Erst 1828 wurde er in Breslau zu 15 Jahren Festungshaft verurteilt. 1831 wurde er durch eine Amnestie entlassen.
Danach gab er verschiedene Schriften zum Thema Burschenschaften heraus. Zu seiner Schrift Kahldorf über den Adel schrieb Heinrich Heine 1831 die Einleitung. 1840 emigrierte er in die Vereinigten Staaten. Dort praktizierte er als Arzt in Cambridge (Massachusetts). Dort wurde er auch mit dem Schriftsteller Nathaniel Hawthorne bekannt. Da Wesselhöft als Anhänger homöopathischer und hydrotherapeutischer Heilmethoden galt, wurde er unter anderem von dem Arzt und Schriftsteller Oliver Wendell Holmes 1842 heftig angegriffen; 1843 promovierte ihn die Universität Basel in Abwesenheit mit der Arbeit „Wahrnehmungen bei der Scharlach-Epidemie in den vereinigten Staaten von Nord-Amerika im Sommer und Herbst 1842“ zum Doktor der Medizin. Die Familie Wesselhöft verließ 1845 Massachusetts und zog nach Vermont.
Gemeinsam mit seinem Bruder Wilhelm Wesselhöft, der schon 1824 ausgewandert war, gründete er in Brattleboro (Vermont) ein Institut für Wasserkuren.
Schwer erkrankt kehrte er 1852 nach Deutschland zurück und starb noch im gleichen Jahr. Er hinterließ seine Ehefrau und eine Tochter Minna.
Den Konflikt zwischen Wesselhöft und Wendell Holmes soll Hawthorne in der Kurzgeschichte „Rappaccinis Tochter“ verarbeitet haben, die 1844 erschien.

## Schriften
- Carl Ludwig Sand, dargestellt durch seine Tagebücher und Briefe von einigen seiner Freunde. Christian Hahn, Altenburg 1821. BSB[3]
- Teutsche Jugend in weiland Burschenschaften und Turngemeinden Materialien zu dem verheißenen ersten Theile der Fragmente aus dem Leben des Abentheurers Ferd. Johannes Wit, gen. von Dörring mit Bezugnahme auf des Hrn. Majors v. Lindenfels freisinnige Bemerkungen über den zweiten Theil dieser Fragmente. W. Heinrichshofen, Magdeburg 1828. digihub[4]
- Kahldorf über den Adel in Briefen an den Grafen M. von Moltke. Hoffmann u. Campe, Nürnberg 1831, herausgegeben von Heinrich Heine. Digitalisat
- Berlin und Rom unpartheiische Betrachtungen über den Conflict der preußischen Staatsregierung mit dem römischen Stuhl angestellt von Kahldorf. Friedrich Volkmar, Leipzig 1838. MDZ
- Some Remarks on Dr. O. W. Holmes Lectures on Homeopathy and its Kindred Delusions; Communicated to a Friend, Boston, 1842.
- Wahrnehmungen bei der Scharlach-Epidemie in den vereinigten Staaten von Nord-Amerika im Sommer und Herbst 1842. Schweighauser, Basel 1843. Archive.org
- The water cure in America. Two hundred and twenty cases of various diseases treated with water, by Drs. Wesselhoeft, Shew, Bedortha, Shieferdecker and others; with cases of... Wiley and Putnam, New York, London 1848. HathiTrust Digital Library